# Косинов, Яков Семёнович
Яков Семёнович Косинов (25.10.1918—15.01.2000) — разведчик–сапёр 18-го отдельного механизированного сапёрного батальона (1-й Красноградский механизированный корпус, 2-я гвардейская танковая армия, 1-й Белорусский фронт), ефрейтор, участник Великой Отечественной войны, кавалер ордена Славы трёх степеней.

## Биография
Родился 25 октября 1918 года в селе Косиново ныне Обоянского района Курской области в крестьянской семье. Русский. Образование неполное начальное. Работал в местном колхозе до призыва в армию в мае 1942 года.
В Красной армии с мая 1942 года. В действующей армии Великой Отечественной войны с августа 1943 года, участвовал в боях на Калининском, Степном, 2-м Украинском и 1-м Белорусском фронтах. 
В ночь с 27 на 28 сентября 1943 года сапёр-подрывник 18-го отдельного механизированного сапёрного батальона красноармеец Косинов получил задачу провести инженерную разведку заграждений противника в районе деревни Кудино на Кременчугском направлении. Несмотря на ураганный огонь, он выдвинулся вперёд на 3 километра от наступающих подразделений и обнаружил противотанковый ров. Вместе с минёрами проделал проходы во рву, чем способствовал успешному наступлению наших частей. Приказом командира 219-й танковой Кременчугской бригады награждён медалью «За отвагу». 
Далее отличился в ходе Белорусской наступательной операции «Багратион».
Ефрейтор Косинов, разведчик-сапёр 18-го отдельного механизированного сапёрного батальона 1-й механизированный Красноградский Краснознамённый корпус, отличился в боях в Белоруссии летом 1944 года. 4 июля, в разгар боёв в городе Клецке он помешал противнику уничтожить мост, подготовленный к взрыву. Несмотря на вражеский огонь и ранение в руку, Яков Косинов обезвредил 2 авиабомбы, заложенные под мост для взрыва, до 20 зарядов тола, перерезал электропровода и сеть детонирующего шнура.
Приказом по 1-му механизированному корпусу от 30 июля 1944 года ефрейтор Косинов Яков Сергеевич награждён орденом Славы 3-й степени.
1 августа 1944 года в ходе Белорусской наступательной операции, в районе города Дрогичин (Брестская область) Косинов Я. С. и ещё несколько сапёров-разведчиков выполняли боевое задание по инженерной разведке реки Западный Буг. Из наградного листа:

На подступах к реке группа немецких солдат открыла по разведчикам автоматный огонь. По приказу командира ефрейтор Косинов короткими перебежками зашел в тыл немецким солдатам. Открыв по ним огонь из автомата и бросив гранаты, он заставил их сдаться в плен. Группа немецких солдат в количестве 9 человек была взята в плен. После чего, в трёх местах переходил реку Буг, и отыскал подходящий брод— 
.
Приказом по войскам 1-го Белорусского фронта от 23 августа 1944 года ефрейтор Косинов Яков Сергеевич награждён орденом Славы 2-й степени.
В ходе Висло-Одерской наступательной операции 18 января 1945 года Я.С.Косинов недалеко от города Сохачев (Польша) выявил минное поле и обезвредил большое количество вражеских мин.
30 января 1945 года разведал местность и возможность подъезда к переправе через реку Одер в районе города Цеден (Германия).
Указом Президиума Верховного Совета СССР от 31 мая 1945 года за образцовое выполнение боевых заданий командования на фронте борьбы с немецкими захватчиками и проявленные при этом доблесть и мужество Косинов Яков Сергеевич награждён орденом Славы 1-й степени.
После демобилизации в 1946 году вернулся в родное село и продолжил трудиться в колхозе.
Скончался 17 января 2000 года. Похоронен в селе Косиново Обоянский район Курская область.

## Награды
- Орден Отечественной войны I степени (11.03.1985)[6]

- Полный кавалер ордена Славы:
  - орден Славы I степени (31 мая 1945)[7];
  - орден Славы II степени (23.08.1944)[8];
  - орден Славы III степени (30.07.1944)[9];
- медали, в том числе:
  - Медаль Жукова[10]
  - «За отвагу» (29.12.1943)[11]
  - «За освобождение Варшавы» (9.6.1945)[12]
  - «За взятие Берлина» (9.6.1945)[13]
  - «В ознаменование 100-летия со дня рождения Владимира Ильича Ленина» (6 апреля 1970)
  - «За победу над Германией в Великой Отечественной войне 1941—1945 гг.» (9 мая 1945[14])[15]
  - «20 лет Победы в Великой Отечественной войне 1941—1945 гг.» (7 мая 1965[16])
  - «30 лет Победы в Великой Отечественной войне 1941—1945 гг.»[17]
  - 40 лет Победы в Великой Отечественной войне 1941—1945 гг.[18]
  - Юбилейная медаль «50 лет Победы в Великой Отечественной войне 1941—1945 гг.»[19]
  - «30 лет Советской Армии и Флота»[20]
  - «40 лет Вооружённых Сил СССР»[21]
  - «50 лет Вооружённых Сил СССР» (26 декабря 1967[22])
- Знак «25 лет победы в Великой Отечественной войне» (1970)
- Знак «Отличный минёр»

## Память
- На могиле установлен надгробный памятник
- Его имя увековечено в Главном Храме Вооружённых сил России, и навсегда запечатлено на мемориале «Дорога памяти»